# Floyd Patterson
Floyd Patterson (* 4. Januar 1935 in Waco, North Carolina; † 11. Mai 2006 in New Paltz, New York) war ein US-amerikanischer Boxer. Er war Olympiasieger im Mittelgewicht und unumstrittener Weltmeister im Schwergewicht.

## Biographie
Patterson wuchs in schwierigen sozialen Verhältnissen in Yonkers, New York City auf und kam als Jugendlicher mit dem Gesetz in Konflikt. Er begann mit dem Boxen in einer Besserungsanstalt, wo ihn der legendäre Trainer Cus D’Amato entdeckte.

## Amateur
Patterson gewann 1951 und 1952 die „Golden Gloves“, das bedeutendste Amateurturnier der Vereinigten Staaten, sowie die nationale Meisterschaft des Jahres 1952. Daraufhin wurde er als US-amerikanischer Vertreter für die im gleichen Jahr stattfindenden Olympischen Spiele in Helsinki nominiert. Dort sicherte er sich, erst 17-jährig, durch einen Erstrunden-K.-o. im Finale gegen den Rumänen Vasile Tiță die Goldmedaille im Mittelgewicht.

## Profikarriere
Seinen ersten Kampf als Profi bestritt Patterson gegen Eddie Godbold am 12. September 1952 in New York. Er siegte durch Technischen K. o. in der 4. Runde. Seine erste Niederlage musste er nach Punkten im Juni 1954 gegen den Halbschwergewichtler Joey Maxim hinnehmen. Unter der Führung seines Managers Cus D’Amato wechselte er in die lukrativere Schwergewichtsklasse. Nach dem Rücktritt des ungeschlagenen Meisters Rocky Marciano (genau wie Patterson 84 kg schwer) am 27. April 1956 eröffnete sich für ihn die Chance auf den Weltmeistertitel. In einem Ausscheidungskampf am 8. Juni 1956 schlug er Tommy „Hurricane“ Jackson (USA) nach Punkten und qualifizierte sich für den Entscheidungskampf gegen die Halbschwergewichtslegende Archie Moore.
Am 30. November 1956 errang er in Chicago den vakanten Weltmeistertitel im Schwergewicht durch einen K.-o.-Sieg in der fünften Runde über den 43-jährigen Moore. Patterson, damals erst 21 Jahre alt, war damit der bis dahin jüngste Schwergewichtsweltmeister. Der 20-jährige Mike Tyson brach seinen Rekord dann im November 1986 (allerdings wurde Tyson vorerst nur nach WBC-Version anerkannt; unumstrittener Weltmeister wurde er im August 1987 mit 21 Jahren).
In seiner zweiten Titelverteidigung trat Patterson am 22. August 1957 gegen Pete Rademacher in dessen Profidebüt an. Es war das erste und bisher einzige Mal, dass jemand in seinem ersten Kampf um einen Weltmeistertitel boxen durfte. Rademacher hatte im Jahr zuvor bei den Olympischen Spielen des Jahres 1956 in Melbourne die Goldmedaille im Schwergewicht gewonnen und anschließend vollmundig behauptet, dass er fähig sei, in seinem ersten Profikampf Weltmeister zu werden. Patterson ließ sich vom großen Medienrummel provozieren und gab Rademacher die Titelchance. Im Kampf gelang Rademacher zwar in der zweiten Runde ein Niederschlag, jedoch musste er selbst insgesamt sechs Mal zu Boden und verlor schließlich durch K. o. in der sechsten Runde.
1959 ließ Patterson sich am 26. Juni in New York auf einen Kampf gegen den Schweden Ingemar Johansson ein. Der hatte Eddie Machen, gegen den Patterson ursprünglich boxen sollte, in der ersten Runde K. o. geschlagen und diesem seine erste Niederlage zugefügt. Der Außenseiter schickte Patterson jedoch überraschend mit einem gewaltigen rechten Cross in der dritten Runde zu Boden. Nach sechs weiteren Niederschlägen verlor Patterson seinen WM-Titel durch Technischen K. o. in der 3. Runde. Patterson bezeichnete Johansson später als den härtesten Puncher, gegen den er in seiner langen Karriere antreten musste, und stellte ihn sogar über Sonny Liston.
Im Rückkampf gegen Johansson am 20. Juni 1960, wiederum in New York, holte sich Patterson durch K.-o.-Sieg in der fünften Runde den Titel zurück. Dies war vor ihm noch keinem ehemaligen Schwergewichtsweltmeister gelungen. Bis dahin hatte die Regel „They never come back“ gegolten. Auch in der anschließenden dritten Begegnung konnte er sich gegen Johansson durchsetzen.
Patterson verteidigte in der Folge seinen Titel, bis er am 25. September 1962 in Chicago gegen Sonny Liston in der ersten Runde k. o. ging. Der direkte Rückkampf brachte das gleiche Resultat. Dennoch konnte sich Patterson wieder eine WM-Chance erboxen, indem er in Stockholm Eddie Machen unstrittig über zwölf Runden nach Punkten besiegte. Am 20. November 1965 boxte er in Las Vegas das erste Mal gegen Muhammad Ali, der seinen gegen Sonny Liston gewonnenen Titel aber durch Technischen K. o. in der zwölften Runde verteidigte.
Nachdem Ali 1967 der Weltmeistertitel aberkannt wurde, fand ein Ausscheidungsturnier um den vakanten Titel statt, an dem auch Patterson teilnahm. Er scheiterte jedoch im Viertelfinale knapp nach Punkten an Jerry Quarry und war wieder zweimal am Boden. Trotz dieser Niederlage erhielt er ein Jahr später eine weitere Chance, um den Titel zu boxen; er verlor hierbei jedoch mit 6 zu 9 Runden – allerdings umstritten – gegen Jimmy Ellis.
Pattersons letzter Kampf fand am 20. September 1972 in New York gegen Muhammad Ali um den Nordamerikanischen Schwergewichts-Titel statt. Floyd verlor durch Technischen K. o. in der siebten Runde.
Floyd Patterson bestritt in seiner Karriere 64 Kämpfe, in denen er 55 Mal siegreich blieb, achtmal verlor und ein Unentschieden errang. Der körperlich vergleichsweise schmächtige Patterson (ca. 85 kg) war bekannt für seine überfallartige Angriffstaktik, bei der er den Gegner förmlich ansprang und versuchte, einen linken Haken ins Ziel zu bringen. Dies war der von D'Amato entwickelte „Peek-a-boo“-Stil. Wie viele aus unteren Gewichtsklassen ins Schwergewicht aufgestiegene Boxer verfügte Patterson über begrenzte Nehmerfähigkeiten. Er wurde oft niedergeschlagen, konnte dies aber mit Kampfgeist und eigener Schlagkraft kompensieren. Seinen Kämpfen wurde meist ein beträchtlicher Unterhaltungswert beigemessen. „Wenn Floyd boxt ist immer etwas los, es ist immer jemand am Boden - am Anfang oft er, am Ende der Gegner“, war eine unter Box-Kennern gängige Aussage.

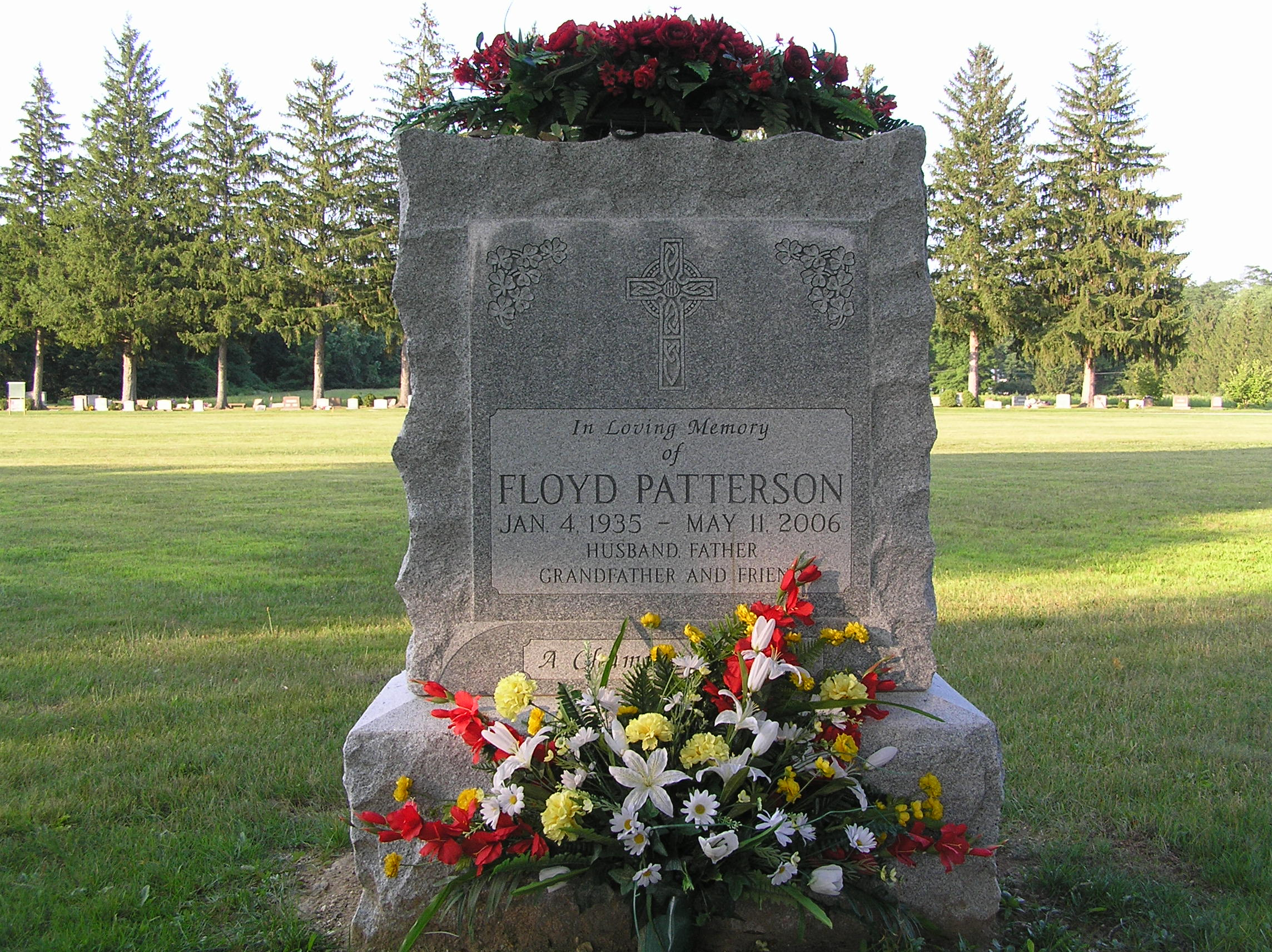
Pattersons Grab

1991 fand Patterson Aufnahme in die International Boxing Hall of Fame.
Pattersons Adoptivsohn Tracy Harris-Patterson gewann in den 1990er Jahren den WBC-Titel im Halbfedergewicht sowie den IBF-Titel im Halbleichtgewicht.
Floyd Patterson litt zuletzt, bedingt durch eine Alzheimererkrankung, an Gedächtnisverlust sowie an Prostatakrebs. Er starb am 11. Mai 2006 im Alter von 71 Jahren in seinem Haus in New Paltz, einem Dorf nördlich von New York.

## Liste der Profikämpfe
| 55 Siege (40 K.-o.-Siege), 8 Niederlagen, 1 Unentschieden |               |                                                 |                                                                                              |                                                     |
| Jahr                                                      | Tag           | Ort                                             | Gegner                                                                                       | Ergebnis für Patterson                              |
| 1952                                                      | 12. September | St. Nicholas Arena, New York, USA               | Eddie Godbold                                                                                | Sieg / TKO 4. Runde                                 |
| 1952                                                      | 6. Oktober    | Eastern Parkway Arena, Brooklyn, USA            | Sammy Walker                                                                                 | Sieg / TKO 2. Runde                                 |
| 1952                                                      | 31. Oktober   | Madison Square Garden, New York, USA            | Lester Jackson                                                                               | Sieg / TKO 3. Runde                                 |
| 1952                                                      | 29. Dezember  | Eastern Parkway Arena, Brooklyn, USA            | Lalu Sabotin                                                                                 | Sieg / TKO 5. Runde                                 |
| 1953                                                      | 28. Januar    | Chicago Stadium, Chicago, USA                   | Chester Mieszala                                                                             | Sieg / TKO 5. Runde                                 |
| 1953                                                      | 13. April     | Eastern Parkway Arena, Brooklyn, USA            | Dick Wagner                                                                                  | Punktsieg (geteilte Entscheidung) / 8 Runden        |
| 1953                                                      | 1. Juni       | Eastern Parkway Arena, Brooklyn, USA            | Gordon Wallace                                                                               | Sieg / TKO 3. Runde                                 |
| 1953                                                      | 19. Oktober   | Eastern Parkway Arena, Brooklyn, USA            | Wes Bascom                                                                                   | Punktsieg (einstimmig) / 8 Runden                   |
| 1953                                                      | 14. Dezember  | Eastern Parkway Arena, Brooklyn, USA            | Dick Wagner                                                                                  | Sieg / TKO 5. Runde                                 |
| 1954                                                      | 15. Februar   | Eastern Parkway Arena, Brooklyn, USA            | Yvon Durelle                                                                                 | Punktsieg (einstimmig) / 8 Runden                   |
| 1954                                                      | 30. März      | Turner's Arena, Washington, USA                 | Sammy Brown                                                                                  | Sieg / TKO 2. Runde                                 |
| 1954                                                      | 19. April     | Eastern Parkway Arena, Brooklyn, USA            | Alvin Williams                                                                               | Punktsieg (einstimmig) / 8 Runden                   |
| 1954                                                      | 10. Mai       | Eastern Parkway Arena, Brooklyn, USA            | Jesse Turner                                                                                 | Punktsieg (einstimmig) / 8 Runden                   |
| 1954                                                      | 7. Juni       | Eastern Parkway Arena, Brooklyn, USA            | Joey Maxim                                                                                   | Punktniederlage (einstimmig) / 8 Runden             |
| 1954                                                      | 12. Juli      | St. Nicholas Arena, New York, USA               | Jacques Royer Crecy                                                                          | Sieg / TKO 7. Runde                                 |
| 1954                                                      | 2. August     | Eastern Parkway Arena, Brooklyn, USA            | Tommy Harrison                                                                               | Sieg / TKO 1. Runde                                 |
| 1954                                                      | 11. Oktober   | St. Nicholas Arena, New York, USA               | Esau Ferdinand                                                                               | Punktsieg (einstimmig) / 8 Runden                   |
| 1954                                                      | 22. Oktober   | Madison Square Garden, New York, USA            | Joe Gannon                                                                                   | Punktsieg (einstimmig) / 8 Runden                   |
| 1954                                                      | 19. November  | Madison Square Garden, New York, USA            | Jimmy Slade                                                                                  | Punktsieg (einstimmig) / 8 Runden                   |
| 1955                                                      | 7. Januar     | Madison Square Garden, New York, USA            | Willie Troy                                                                                  | Sieg / Aufgabe 5. Runde                             |
| 1955                                                      | 17. Januar    | Eastern Parkway Arena, Brooklyn, USA            | Don Grant                                                                                    | Sieg / TKO 5. Runde                                 |
| 1955                                                      | 17. März      | Auditorium, Oakland, USA                        | Esau Ferdinand                                                                               | Sieg / TKO 10. Runde                                |
| 1955                                                      | 23. Juni      | Newcastle, New Brunswick, Kanada                | Yvon Durelle                                                                                 | Sieg / Aufgabe 5. Runde                             |
| 1955                                                      | 6. Juli       | Madison Square Garden, New York, USA            | Archie McBride                                                                               | Sieg / KO 7. Runde                                  |
| 1955                                                      | 8. September  | Moncton, New Brunswick, Kanada                  | Alvin Williams                                                                               | Sieg / TKO 8. Runde                                 |
| 1955                                                      | 29. September | Winterland, San Francisco, USA                  | Dave Whitlock                                                                                | Sieg / KO 3. Runde                                  |
| 1955                                                      | 13. Oktober   | Olympic Auditorium, Los Angeles, USA            | Calvin Brad                                                                                  | Sieg / KO 1. Runde                                  |
| 1955                                                      | 8. Dezember   | Olympic Auditorium, Los Angeles, USA            | Jimmy Slade                                                                                  | Sieg / TKO 7. Runde                                 |
| 1956                                                      | 12. März      | New Britain, Connecticut, USA                   | Jimmy Walls                                                                                  | Sieg / TKO 2. Runde                                 |
| 1956                                                      | 10. April     | Memorial Hall, Kansas City, USA                 | Alvin Williams                                                                               | Sieg / KO 3. Runde                                  |
| 1956                                                      | 8. Juni       | Madison Square Garden, New York, USA            | Tommy Jackson                                                                                | Punktsieg (geteilte Entscheidung) / 12 Runden       |
| 1956                                                      | 30. November  | Chicago Stadium, Chicago, USA                   | Archie Moore vakante NBA-Schwergewicht-Weltmeisterschaft                                     | Sieg / KO 5. Runde                                  |
| 1957                                                      | 29. Juli      | Polo Grounds, New York, USA                     | Tommy Jackson NBA-Schwergewicht-Titelverteidigung                                            | Sieg / TKO 10. Runde                                |
| 1957                                                      | 22. August    | Sicks' Stadium, Seattle, USA                    | Pete Rademacher NBA-Schwergewicht-Titelverteidigung                                          | Sieg / KO 6. Runde                                  |
| 1958                                                      | 18. August    | Wrigley Field, Los Angeles, USA                 | Roy Harris NBA-Schwergewicht-Titelverteidigung                                               | Sieg / Aufgabe 12. Runde                            |
| 1959                                                      | 1. Mai        | Indiana Farmers Coliseum, Indianapolis, USA     | Brian London NBA-Schwergewicht-Titelverteidigung                                             | Sieg / KO 11. Runde                                 |
| 1959                                                      | 26. Juni      | Yankee Stadium, Bronx, USA                      | Ingemar Johansson NBA-Schwergewicht-Titelverteidigung                                        | Niederlage / TKO 3. Runde                           |
| 1960                                                      | 20. Juni      | Polo Grounds, New York, USA                     | Ingemar Johansson NBA-Schwergewicht-Weltmeisterschaft                                        | Sieg / KO 5. Runde                                  |
| 1961                                                      | 13. März      | Convention Center, Miami Beach, USA             | Ingemar Johansson NBA-Schwergewicht-Titelverteidigung                                        | Sieg / KO 6. Runde                                  |
| 1961                                                      | 4. Dezember   | Maple Leaf Gardens, Toronto, Kanada             | Tom McNeeley NBA-Schwergewicht-Titelverteidigung                                             | Sieg / KO 4. Runde                                  |
| 1962                                                      | 25. September | Comiskey Park, Chicago, USA                     | Sonny Liston WBA-Schwergewicht-Titelverteidigung                                             | Niederlage / KO 1. Runde                            |
| 1963                                                      | 22. Juli      | Convention Center, Las Vegas, USA               | Sonny Liston WBA-Schwergewicht-Weltmeisterschaft vakante WBC-Schwergewicht-Weltmeisterschaft | Niederlage / KO 1. Runde                            |
| 1964                                                      | 6. Januar     | Johanneshov, Stockholm, Schweden                | Santo Amonti                                                                                 | Sieg / TKO 8. Runde                                 |
| 1964                                                      | 5. Juli       | Råsundastadion, Stockholm, Schweden             | Eddie Machen                                                                                 | Punktsieg / 12 Runden                               |
| 1964                                                      | 12. Dezember  | Estadio Hiram Bithorn, San Juan, Puerto Rico    | Charlie Powell                                                                               | Sieg / KO 6. Runde                                  |
| 1965                                                      | 1. Februar    | Madison Square Garden, New York, USA            | George Chuvalo                                                                               | Punktsieg (einstimmig) / 12 Runden                  |
| 1965                                                      | 14. Mai       | Johanneshov, Stockholm, Schweden                | Tod Herring                                                                                  | Sieg / TKO 3. Runde                                 |
| 1965                                                      | 22. November  | Convention Center, Las Vegas, USA               | Muhammad Ali WBC-Schwergewicht-Weltmeisterschaft                                             | Niederlage / TKO 12. Runde                          |
| 1966                                                      | 20. September | Wembley Arena, London, Großbritannien           | Henry Cooper                                                                                 | Sieg / KO 4. Runde                                  |
| 1967                                                      | 13. Februar   | Auditorium, Miami Beach, USA                    | Willie Johnson                                                                               | Sieg / KO 3. Runde                                  |
| 1967                                                      | 30. März      | Civic Arena, Pittsburgh, USA                    | Bill McMurray                                                                                | Sieg / KO 1. Runde                                  |
| 1967                                                      | 9. Juni       | Los Angeles Memorial Coliseum, Los Angeles, USA | Jerry Quarry                                                                                 | Unentschieden (Mehrheitsentscheidung) / 10 Runden   |
| 1967                                                      | 28. Oktober   | Olympic Auditorium, Los Angeles, USA            | Jerry Quarry                                                                                 | Punktniederlage (Mehrheitsentscheidung) / 12 Runden |
| 1968                                                      | 14. September | Råsundastadion, Stockholm, Schweden             | Jimmy Ellis WBA-Schwergewicht-Weltmeisterschaft                                              | Punktniederlage / 15 Runden                         |
| 1970                                                      | 15. September | Madison Square Garden, New York, USA            | Charley Green                                                                                | Sieg / KO 10. Runde                                 |
| 1971                                                      | 15. Januar    | Convention Center, Miami Beach, USA             | Levi Forte                                                                                   | Sieg / KO 2. Runde                                  |
| 1971                                                      | 29. März      | Arena, Philadelphia, USA                        | Roger Russell                                                                                | Sieg / TKO 9. Runde                                 |
| 1971                                                      | 26. Mai       | Arena, Cleveland, USA                           | Terry Daniels                                                                                | Punktsieg (einstimmig) / 10 Runden                  |
| 1971                                                      | 17. Juli      | Erie Arena, Erie, USA                           | Charley Polite                                                                               | Punktsieg (einstimmig) / 10 Runden                  |
| 1971                                                      | 21. August    | Peace Bridge Arena, Buffalo, USA                | Vic Brown                                                                                    | Punktsieg (einstimmig) / 10 Runden                  |
| 1971                                                      | 23. November  | Multnomah County Expo Center, Portland, USA     | Charlie Harris                                                                               | Sieg / KO 6. Runde                                  |
| 1972                                                      | 11. Februar   | Madison Square Garden, New York, USA            | Oscar Bonavena                                                                               | Punktsieg (einstimmig) / 10 Runden                  |
| 1972                                                      | 14. Juli      | Singer Bowl, New York, USA                      | Pedro Agosto                                                                                 | Sieg / TKO 6. Runde                                 |
| 1972                                                      | 20. September | Madison Square Garden, New York, USA            | Muhammad Ali NABF-Schwergewicht-Meisterschaft                                                | Niederlage / Aufgabe 7. Runde                       |
| Quelle: Floyd Patterson in der BoxRec-Datenbank           |               |                                                 |                                                                                              |                                                     |